# Daniela Piedade
Daniela de Oliveira Piedade (* 2. März 1979 in São Paulo) ist eine ehemalige brasilianische Handballspielerin, die dem Kader der brasilianischen Nationalmannschaft angehörte.

## Karriere

### Im Verein
Daniela Piedade begann im Jahre 1993 das Handballspielen an einer brasilianischen Schule. Im Jahre 2002 schloss sich die Kreisspielerin dem österreichischen Verein Hypo Niederösterreich an. Bei Hypo lief Piedade in den ersten sechs Monaten erst in der zweiten Mannschaft auf und gehörte erst anschließend dem Kader der ersten Mannschaft an. Die spätere Spielführerin von Hypo gewann in jeder Spielzeit sowohl die österreichische Meisterschaft als auch den ÖHB-Cup.
Ab dem Sommer 2012 stand die Brasilianerin beim slowenischen Verein RK Krim unter Vertrag. Im September desselben Jahres erlitt sie kurz vor einem Trainingsspiel einen Schlaganfall. Nach einer mehrmonatigen Pause feierte sie schließlich im Januar 2013 ihr Comeback. Mit Krim gewann Piedade 2013 und 2014 das nationale Double. Ab der Saison 2014/15 lief sie für den ungarischen Erstligisten Siófok KC auf. Im Sommer 2016 wechselte sie zum Ligakonkurrenten Fehérvár KC. 2017 wechselte sie zum spanischen Verein HC Puig d'en Valls. Ein Jahr später beendete sie ihre Karriere.

### In der Nationalmannschaft
Daniela Piedade nahm mit der brasilianischen Auswahl an den 14. Panamerikanischen Spielen in Santo Domingo, an den 15. Panamerikanischen Spielen in Rio de Janeiro, an den 16. Panamerikanischen Spielen in Guadalajara sowie an den 17. Panamerikanischen Spielen in Toronto teil, wo sie jeweils die Goldmedaille gewann. Weiterhin nahm die Brasilianerin an den Olympischen Spielen 2004 in Athen, an den Olympischen Spielen 2008 in Peking, den Olympischen Spielen 2012 in London und den Olympischen Spielen 2016 in Rio de Janeiro teil.
Daniela Piedade gehörte sechs Mal dem brasilianischen Weltmeisterschafts-Kader an. Bei der WM 2013 in Serbien feierte Dani den Gewinn des WM-Titels. Bei der Panamerikameisterschaft verbuchte sie fünf Turniersiege – zuletzt 2015.